# Dienstalterslisten der SS

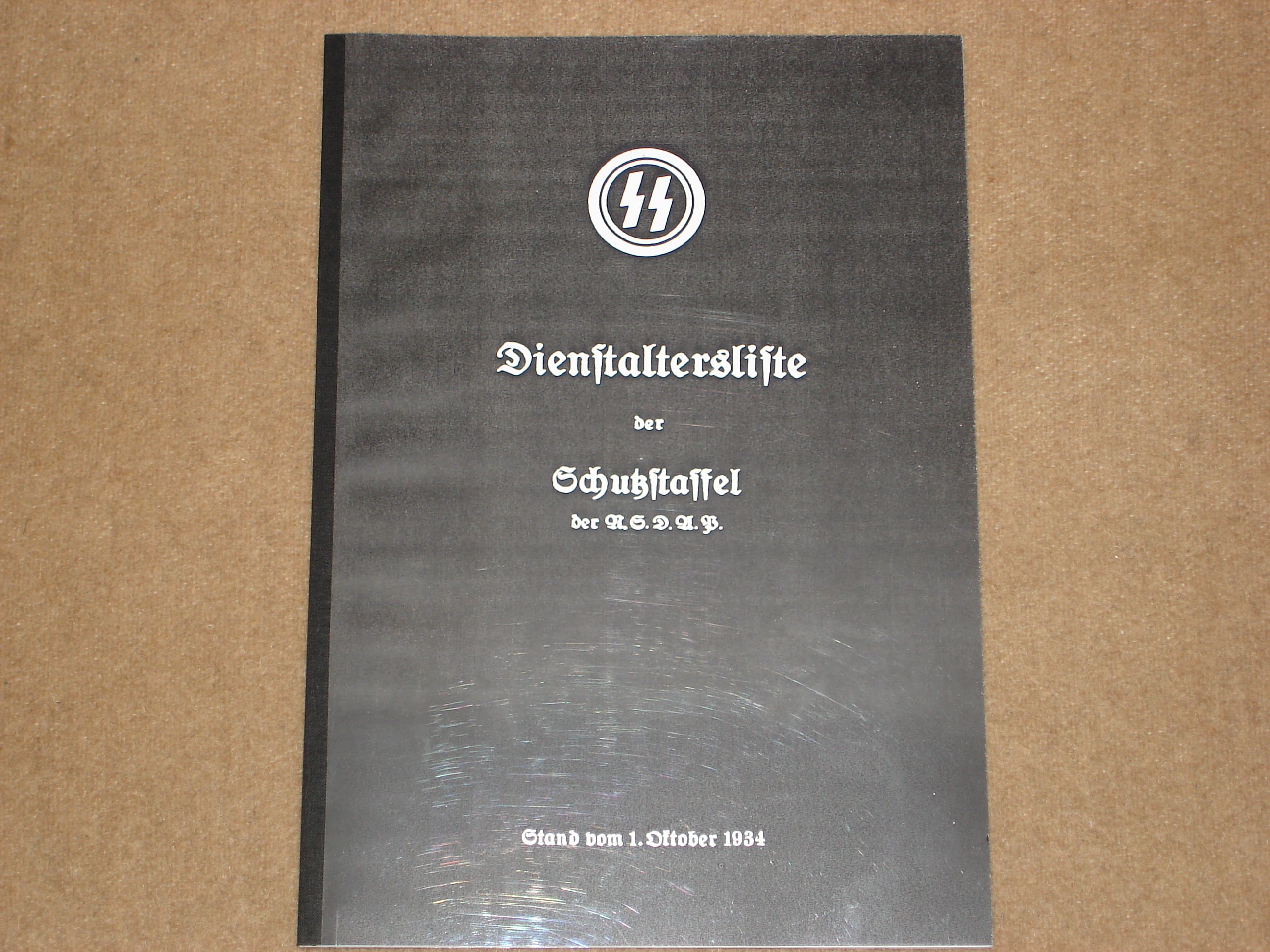
Dienstaltersliste der SS (1934)

SS-Dienstalterslisten (SS-DAL; DAL der SS) waren zwischen 1934 und 1938 und zwischen 1942 und 1944 jährlich erscheinende Druckwerke, die einen aktuellen Überblick über den Personalbestand des Führungskorps der nationalsozialistischen Schutzstaffel gaben. Sie entsprachen in etwa den Offiziersverzeichnissen der Wehrmacht oder der Polizei.

## Vorbereitende Maßnahmen zur Herausgabe
Im Vorfeld der Drucklegung der ersten DAL wurden von der Reichsführung SS sogenannte Führer-Fragenbögen an die regionalen SS-Führer („SS-Oberführer“) verschickt, die sie innerhalb ihres eigenen Bereiches und auch weiter nach unten delegierten. Nach Einrichtung der Oberabschnitte oblag es den SS-Oberabschnittsführern die Durchführung der Informationssammlung. Später waren die Führer-Fragebogen den DAL als Anhang beigefügt, aber es gab auch für die betreffenden SS-Führer die Möglichkeit, die Bestellkarten für die Fragebögen bei der Reichsführung SS/Personalamt anzufordern.
Jeder SS-Führer war verpflichtet, die Führer-Fragebögen nach besten Wissen und Gewissen auszufüllen beziehungsweise später seine Personaldaten zu aktualisieren. So wurde unter anderem neben dem privaten auch der militärische Werdegang abgefragt. So mussten alle SS-Führer alle militärischen Landes- und Feldorden, aber auch alle Partei- und Organisationsauszeichnungen melden, die sie erhalten hatten. Die DAL sollten den SS-Dienststellen als lokale Nachschlagewerke ihres Offizierskorps dienen, da sie keinen Zugriff auf die SS-Stammrolle oder auf die SS-Stammkarte eines ihrer Mitglieder beziehungsweise ihrer Führer hatten und diese bei Bedarf umständlich bei dem SS-Personalhauptamt anfordern mussten.
Die Praxis aber zeigte, dass sich nicht alle SS-Führer an die Vorschriften hielten. So Josef Dietrich, der seinen DAL-Eintrag nicht dahin gehend berichtigen ließ, dass er bereits am 1. Juni 1928 den Dienstgrad eines SS-Sturmführers innegehabt hatte. Daher begann seine DAL-Eintragung zwischen 1934 und 1938 mit seinem Ernennungsdatum zum SS-Standartenführer (18. November 1929). Darüber hinaus musste die aktuelle Dienststellung des SS-Führers angegeben werden.

## Dienstgrade
Der in der letzten DAL aufgeführte Dienstgrad eines SS-Oberst-Gruppenführers fehlt in den Vorkriegsausgaben, da dieser erst am 7. April 1942 von Adolf Hitler genehmigt und an dessen Geburtstag (20. April) erstmals verliehen wurde. Insgesamt wurde dieser Dienstgrad nur vier Mal verliehen: Franz Xaver Schwarz (SS-Oberst-Gruppenführer der Allgemeinen SS), Josef Dietrich (Panzer-Generaloberst der Waffen-SS), Kurt Daluege (SS-Oberst-Gruppenführer der Ordnungspolizei) und Paul Hausser (SS-Oberst-Gruppenführer der Waffen-SS).
In der ersten DAL werden erstmals die Dienstgrade SS-Brigade-, SS-Obersturmbann- und SS-Obersturmführer gelistet, die erstmals im Mai 1933 verliehen wurden.
Bereits im September 1931 wurde in der Schutzstaffel der Dienstgrad SS-Sturmhauptführer eingeführt, derweil zeitgleich der alte SS-Dienstgrad Staffelführer in SS-Standartenführer umbenannt wurde.
Im Oktober 1935 wurden die Dienstgrade SS-Sturmhauptführer und SS-Sturmführer in SS-Hauptsturm- und SS-Untersturmführer umbenannt.

## Chronik
Anfang 1934 gab Reichsführer SS Heinrich Himmler der Personalkanzlei des SS-Amtes, dem späteren Hauptamt, den Auftrag, eine „Dienstaltersliste der Schutzstaffel der N.S.D.A.P.“ zu erstellen und herauszugeben. Diese sollte, als „Offiziersverzeichnis“ der SS, das Pendant zu den Dienstalterslisten der Polizei oder der Wehrmacht darstellen. Bereits Ende 1934 wurde die erste ihrer Art, mit dem Sachstand vom 1. Oktober, herausgeben. In Buchform enthielt sie alle Namen, Geburtsdatum, aktuelle Dienststellung und Führerdienstgrade, Ehrentitel und Auszeichnungen (politischer und militärischer Art) des damaligen SS-Führerkorps, das sich auf die Allgemeine SS, die SS-Verfügungstruppe, die SS-Totenkopfverbände und auf den Sicherheitsdienst Reichsführer SS verteilte. Den Namen waren – soweit vorhanden – SS-Nr. und die Parteinummer der NSDAP zugeordnet. Durch eine besondere Kennzeichnung wurden in den DALs auch Alte Kämpfer gekennzeichnet.
In den Ausgaben 1934 und 1935 wurden in den Dienstalterslisten auch die ehrenhalber den Stäben der Reichsführung SS, Oberanschnitte, Abschnitte, Standarten und der Sturmbanne zugeteilten SS-Führer, die sogenannten SS-Ehren- und Rangführer, als sogenannte zugeteilte SS-Führer aufgeführt. Nachdem aber die Ehren- und Rangführerschaften durch Himmler spätestens 1937 außer Kraft gesetzt wurden (ehrenhalber aufgenommene SS-Führer mussten nun innerhalb von sieben Werktagen einen Aufnahme- und Verpflichtungsschein einreichen und galten mit dem Ablegen des Führereides auf Hitler als reguläre SS-Mitglieder, die auch über eine SS-Nr. verfügten), wurde sie in der Regel als „beim Stab RFSS“ aufgeführt.
Ab 1936 wurden auch Polizeioffiziere in den Dienstalterslisten geführt, sobald sie über eine Dienstgradangleichung einen SS-Dienstgrad erreicht hatten. Bis zur letzten Vorkriegsausgabe (1938) wurde in den DALs auch angegeben, ob der betroffene SS-Führer Mitglied des Vereins „Lebensborn“ oder ob er bereits über 50 Jahre alt war. In den Kriegsausgaben fehlten diese Angaben, da sich diese letztendlich nur noch auf das Wesentliche konzentrierte. 1939 wurde keine DAL herausgegeben, es erschien lediglich ein Berichtigungsblatt zur 1938er Dienstaltersliste.
Anfang 1942 erschien die erste Kriegsausgabe einer DAL, die den Sachstand vom 30. Januar 1942 darstellte und die bereits etwas später durch eine aktuelle Fassung ersetzt wurde, die den Sachstand vom 20. April 1942 auflistete. In den Kriegsausgaben war nur noch der aktuelle SS-Dienstgrad aufgeführt und es wurde angegeben, welchen „Führergrad“ die SS-Führer in Polizei und Wehrmacht erreicht hatten und es wurden die hauptamtlichen Führer der Allgemeinen SS kenntlich gemacht. „Verdienten“ SS-Führern der Allgemeinen SS wurde ein besonderes Uniformrecht zugestanden, sofern sie in der Waffen-SS eingesetzt waren. So war es beispielsweise Leo von Jena mehrfach zugestanden worden, in der Waffen-SS die Rangabzeichen seines in der Allgemeinen SS erreichten Dienstgrades zu tragen. Dieser wurde 1944 dort als Gruppenführer (der Allgemeinen SS) mit der Uniform eines Generalleutnants der Waffen-SS geführt.
Für den Sachstand vom 1. Juli 1944 gab das SS-Personalhauptamt eigens für die Waffen-SS eine eigenständige „Dienstaltersliste der Waffen-SS“ heraus, die vom SS-Obergruppenführer bis zum SS-Hauptsturmführer reichte. Ihre eigentliche Bedeutung liegt darin, dass sie lediglich als Einzelexemplar für Maximilian von Herff hergestellt wurde und nie in den offiziellen Druck ging. In dieser Dienstaltersliste ist auch das SS-Führerkorps der Amtsgruppe D, das heißt, die „SS-Führer im K.L.-Dienst“ aufgelistet.
Die letzte SS-DAL wurde als zweiteiliges Nachschlagewerk 1944 herausgegeben. Teil I erschien mit dem Sachstand vom 1. Oktober 1944 und führte die Ranggruppen Obersturmbannführer bis Sturmbannführer auf. Teil II erschien mit dem Sachstand vom 9. November 1944 und umfasste die Ranggruppen Oberst-Gruppenführer bis Standartenführer. Bis zum Jahreswechsel 1944/45 wurden einige Nachträge für die Dienstalterslisten der SS vorgenommen, die am 30. Januar 1945 im Personalveränderungsblatt der SS (11. Jahrgang, Nr. 1 a) veröffentlicht wurden.

## Gliederung
Die Dienstalterslisten waren nach Ranggruppen gestaffelt und nach den jeweiligen Beförderungsdaten abwärts organisiert. Das obere Führerkorps begann mit Heinrich Himmler als Reichsführer SS, dem die SS-Oberst- und die SS-Obergruppenführer sowie die SS-Brigadeführer folgten.
Diesen nachgeordnet war das mittlere Führerkorps mit SS-Ober- und SS-Standartenführer, SS-Obersturmbann- und SS-Sturmbannführer.
Das untere SS-Führerkorps wurde durch die SS-Hauptsturm-, SS-Obersturm- und SS-Untersturmführer gebildet.
Angehörige auf gleicher Rangstufe waren nach ihrem Dienstalter angeordnet, beginnend mit demjenigen Angehörigen der Ranggruppe, der den jeweiligen Rang am längsten innehatte und endend mit demjenigen, der ihn zuletzt erhalten hatte.
Die Dienstalterslisten waren durchlaufend und über alle Gruppen hinweg nummeriert. So umfasste die erste DAL von 1934 vom Reichsführer SS bis zum Sturmführer 3118 Personen. Die letzte offizielle DAL umfasste vom Reichsführer SS bis Standartenführer 1362 Personen.

## Aufgeführte Auszeichnungen, Orden und Tätigkeitsfunktionen
Als „Auszeichnungen“ galten damals das Goldene Parteiabzeichen, das SA-Sportabzeichen in allen drei Stufen (Bronze, Silber, Gold), das Coburgabzeichen oder der sogenannte Blutorden. Aber auch der SS-Ehrendegen oder der SS-Ehrenring waren dort als „Auszeichnung“ aufgeführt. In die SS-Dienstaltersliste wurden ferner auch „im Feld verdiente“ Reichs- und Landesorden eingetragen, die der Träger zwischen 1914 und 1918 verliehen bekommen hatte. In diese Rubrik fallen das Eiserne Kreuz I. und II. Klasse (1914–1918), das Eiserne Kreuz am weißen Bande, der Orden Pour le mérite, diverse Landesauszeichnungen wie das Goldene Preußische Verdienstkreuz, das Verwundetenabzeichen in allen drei Stufen (Schwarz, Silber, Gold), das Reichssportabzeichen in allen drei Stufen (Bronze, Silber, Gold), das Attest über lebenslängliche Sportbehinderung und Schwerkriegsbeschädigt. Auch wurde das Erinnerungs- und Traditionsabzeichen Ehrenkreuz für Frontkämpfer in diese Liste geführt.
Zwischen 1939 und 1942 wurden in der SS-Dienstaltersliste zusätzlich noch folgende „Auszeichnungen“ dokumentiert: Eichenlaub zum Ritterkreuz zum Eisernen Kreuz, Ritterkreuz zum Eisernen Kreuz, Eisernes Kreuz I. und II. Klasse (1939–1945), Wiederholungsspange zum Eisernen Kreuz I. Klasse (1914–1918) (1939), Wiederholungsspange zum Eisernen Kreuz II. Klasse (1914–1918)  (1939), Kriegsverdienstkreuz I. Klasse mit Schwerter, Kriegsverdienstkreuz II. Klasse mit Schwerter, Kriegsverdienstkreuz I. Klasse ohne Schwerter, Kriegsverdienstkreuz II. Klasse ohne Schwerter, sonstige „im Feld erworbenen Auszeichnungen“, Verwundetenabzeichen in allen drei Stufen (1939). Ab 1942 kamen noch die „Auszeichnungen“ Deutsches Kreuz und Großkreuz hinzu.
In allen Dienstalterslisten wurde auch angegeben, ob der entsprechende SS-Führer auch die Funktion eines Reichsleiters oder eines Gauleiters innehatte. Auch wurde dort festgehalten, ob das SS-Mitglied ein Reichsminister, Staatsrat, Oberpräsident, Polizeipräsident, Reichsstatthalter, Staatssekretär, Regierungspräsident, Landeshauptmann oder auch Mitglied des Reichstages war. Seit der Ausgabe vom 30. Januar 1940 wurde in den Dienstalterslisten auch aufgeführt, welcher „Führerdienstgrad“ in der Wehrmacht oder der Polizei bekleidet wurde.

## Tabelle der SS-Dienstalterslisten
| Erscheinungsjahr | abgedeckte Dienstgrade                        | Anmerkungen |
| ---------------- | --------------------------------------------- | --- |
| 1. Oktober 1934  | SS-Obergruppenführer bis SS-Sturmführer       | Dienstaltersliste, die das gesamte SS-Führerkorps umfasste; Format: DIN A4. Himmler wird in dieser Ausgabe zwar als „Reichsführer SS“ tituliert, aber dieser Begriff wurde dort noch nicht als SS-Dienstgrad geführt. Es wurden in dieser Liste alle Beförderungen (soweit diese gemeldet und in der SS-Stammrolle verzeichnet waren) und die aktuelle „Dienststellung“ (Verwendung) aufgeführt. Rudolf Heß trat der SS am 1. November 1925 mit der SS-Nr. 50 bei und wurde am 20. Juli 1929, mit Wirkung vom 1. April 1925, Adjutant beim Reichsführer SS und zugleich persönlicher SS-Adjutant des „Führers“ Adolf Hitler. Mit dem SA-Führerbefehl Nr. 6 vom 18. Dezember 1931 wurde Heß taggleich zum SS-Oberführer ernannt. Diese Ernennung wurde mit dem SA-Führerbefehl Nr. 1 „Neuaufstellung von SA und SS“ vom 1. Juli 1932 erneuert. Als solcher leitete Heß zwischen 1929 und dem 31. Oktober 1930 und zwischen dem 31. Oktober 1930 und dem 1. Oktober 1932 den SS-Oberabschnitt „Süd“. Durch den SA-Führerbefehl Nr. 10 vom 15. Dezember 1932 mit Wirkung vom 5. Dezember 1932 zum SS-Gruppenführer ernannt. Am 1. Juli 1933 wurde er mit dem SA-Führerbefehl Nr. 15 vom 1. Juli 1933 zum SS-Obergruppenführer ernannt. Doch bereits im September 1933 trat Heß aus der SS aus, erhielt aber in seiner Eigenschaft als „Stellvertreter des Führers“ das Recht verliehen, weiterhin die Uniform eines SS-Obergruppenführers zu tragen. Da Heß dieses Uniformrecht noch 1933 verliehen wurde, erscheinen Himmler und Heß als Nummer 1 und 2 in der Ranggruppe „Obergruppenführer“. |
| 1. Juli 1935     | Reichsführer SS bis SS-Untersturmführer       | Dienstaltersliste, die das gesamte SS-Führerkorps umfasste; Format: DIN A5. |
| 1. Dezember 1936 | Reichsführer SS bis SS-Untersturmführer       | Dienstaltersliste, die das gesamte SS-Führerkorps umfasste; Format: DIN A4. |
| 1. Dezember 1937 | Reichsführer SS bis SS-Untersturmführer       | Dienstaltersliste, die das gesamt SS-Führerkorps umfasste; Format: DIN A4. |
| 1. Dezember 1938 | Reichsführer SS bis SS-Untersturmführer       | Dienstaltersliste, die das gesamte SS-Führerkorps umfasste und die letzte Ausgabe vor dem Zweiten Weltkrieg; Format: DIN A4. Am 15. Juni 1939 folgte lediglich ein Berichtigungsheft. |
| 30. Januar 1942  | Reichsführer SS bis SS-Standartenführer       | Erste Kriegsausgabe der Dienstaltersliste der SS, die nur noch das obere SS-Führerkorps umfasste. Ab dieser Ausgabe wurde nur noch der letzte erreichte Dienstgrad mit Ernennungsdatum verzeichnet. Ferner wurde nun auch der erreichte „Führerdienstgrad“ bzw. Offiziersdienstgrad in der Waffen-SS, Wehrmacht und Polizei angegeben. Format: DIN A4. |
| 20. April 1942   | Reichsführer SS bis SS-Standartenführer       | Zweite Kriegsausgabe der Dienstaltersliste der SS, die die Ausgabe vom Januar ergänzte. Ab diesem Zeitpunkt an wurden die Dienstalterslisten stets als zweibändige Ausgabe herausgegeben, wobei der im Frühjahr erschienene Teil I in der Regel das obere, Teil II, der im Herbst erschien, das mittlere SS-Führerkorps umfasste. Hier Teil I; Format: DIN A4. |
| 1. Oktober 1942  | SS-Obersturmbannführer bis SS-Sturmbannführer | Teil II der Dienstaltersliste der SS; Format: DIN A4. |
| 15. Mai 1943     | Reichsführer SS bis SS-Standartenführer       | Teil I der regulären Dienstaltersliste der SS von 1943; Format: DIN A4. |
| 1. Oktober 1943  | SS-Obersturmbannführer bis SS-Sturmbannführer | Teil II der Dienstaltersliste der SS von 1944; Format: DIN A4. |
| 30. Januar 1944  | Reichsführer SS bis SS-Standartenführer       | Teil I der regulären Dienstaltersliste von 1944; Format: DIN A4. |
| 1. Juli 1944     | SS-Obergruppenführer bis SS-Hauptsturmführer  | Zwischengeschobenes Einzelexemplar der Waffen-SS und nur auf deren Angehörige bezogen; Format: DIN A4. In dieser Liste wird Josef Dietrich handschriftlich als „Generaloberst Waffen-SS“ mit dem Beförderungsdatum 20. April 1942 bezeichnet. In dieser Liste wurden auch 22 Obergruppen-, 6 Gruppen- und 4 Brigadeführern in den SS-Hauptämtern und der Polizeidienststellen der entsprechende Generalsrang in der Waffen-SS und der Polizei verliehen. So trugen SS-Obergruppenführer im Reichssicherheitshauptamt die Rangbezeichnung „SS-Obergruppenführer und General der Waffen-SS“, SS-Gruppenführer im Hauptamt Ordnungspolizei den Titel „SS-Gruppenführer und Generalleutnant der Polizei“. Bei der entsprechenden Gruppe in den SS-Oberabschnitten und den SS-Abschnitten, die sogenannten „Höhere SS- und Polizeiführer“ bzw. „SS- und Polizeiführer“, trugen diese beispielsweise den Titel „SS-Brigadeführer und Generalmajor der Waffen-SS und der Polizei“. |
| 1. Oktober 1944  | SS-Obersturmbannführer bis SS-Sturmbannführer | Teil II der regulären Dienstaltersliste von 1944; Format: DIN A4. |
| 9. November 1944 | Reichsführer SS bis SS-Standartenführer       | Wahrscheinlich vorgezogener Teil I der Dienstaltersliste von 1945. Nach deren Herausgabe wurden bis zum Jahreswechsel 1944/45 einige weitere Nachträge für die Dienstalterslisten der SS vorgenommen, die am 30. Januar 1945 im Personalveränderungsblatt der SS (11. Jahrgang, Nr. 1 a) veröffentlicht wurden. In diesem wurden elf Beförderungen bekanntgegeben (1 Gruppenführer, 10 Brigadeführer). Format: DIN A4. |

## Bedeutung der SS-Dienstalterslisten für die Nachkriegsjustiz und die historische Forschung
Nach Ende des Zweiten Weltkrieges wurden die Dienstalterslisten als Hilfsmittel für staatsanwaltschaftliche Ermittlungen im Zusammenhang mit der Aufarbeitung der NS-Zeit im Allgemeinen und mit der Verfolgung von Kriegsverbrechen der Waffen-SS im Besonderen genutzt. Anhand der Eintragungen in den Dienstalterslisten konnte man die Personalien von mutmaßlichen NS-Kriegsverbrechern nachvollziehen, die ihre Mitgliedschaft in der SS einschließlich der Waffen-SS bestritten. Des Weiteren ermöglichten die Listen es, den Karriereverlauf von Personen zu rekonstruieren oder aufgrund von auffälligen Beförderungsdaten Rückschlüsse über ihre Beteiligung an zeitgeschichtlich bedeutsamen Ereignissen ziehen: So lag es nahe, dass SS-Führer, die kurz nach der Niederschlagung des Röhmputsches oder des Staatsstreichversuches vom 20. Juli befördert wurden, die Beförderung als Belohnung für ihre Leistung bei der Niederschlagung dieser Unternehmungen hielten.
Simon Wiesenthal kennzeichnete die Dienstalterslisten in diesem Sinne 1961 als „wertvolle“ Dokumente bei seinen Versuchen, ehemalige Kriegsverbrecher als solche zu identifizieren.
In der historischen Forschung werden die Listen traditionell in ähnlicher Weise als Hilfsmittel für personenbezogene Recherchen oder als Grundlage für quantifizierende Aussagen zur SS und ihrer Struktur genutzt: Michael Wildt rekonstruierte anhand der Menge der in der Dienstaltersliste verzeichneten Personen mit Dienststellung beim SD beispielsweise das personelle Wachstum des Sicherheitsdienstes der SS zwischen 1932 und 1944, während Krauß den Adelsanteil im SS-Führungskorps der SS auf Grundlage der Personen mit adeligen Namen in der Dienstaltersliste errechnete.
Von der individualbiographischen Forschung werden üblicherweise in den Dienstalterslisten enthaltene Daten, wie die Dienststellung, als Indiz genutzt, an welcher Stelle (z. B. Bestände eines bestimmten SS-Zweiges oder Stadtarchive des Verwendungsortes) nach weiteren Materialien zu einer bestimmten Person gesucht werden kann. Informationen wie die NSDAP- oder SS-Mitgliedsnummern können außerdem genutzt werden, um bei Personen mit häufigem Namen eine eindeutige Zuordnung von anderen Dokumenten die die entsprechende Information enthalten zu der jeweiligen Person der Rangliste zu ermöglichen und ihr auf diese Weise mitunter ganze Aktenbestände zuordnen zu können.
Einige Dienstalterslisten, so beispielsweise die DALs von Dezember 1938 und Januar 1940 sowie die Dienstaltersliste der Waffen-SS wurden nach dem Krieg zu Forschungszwecken nachgedruckt.

## Fotobeispiele

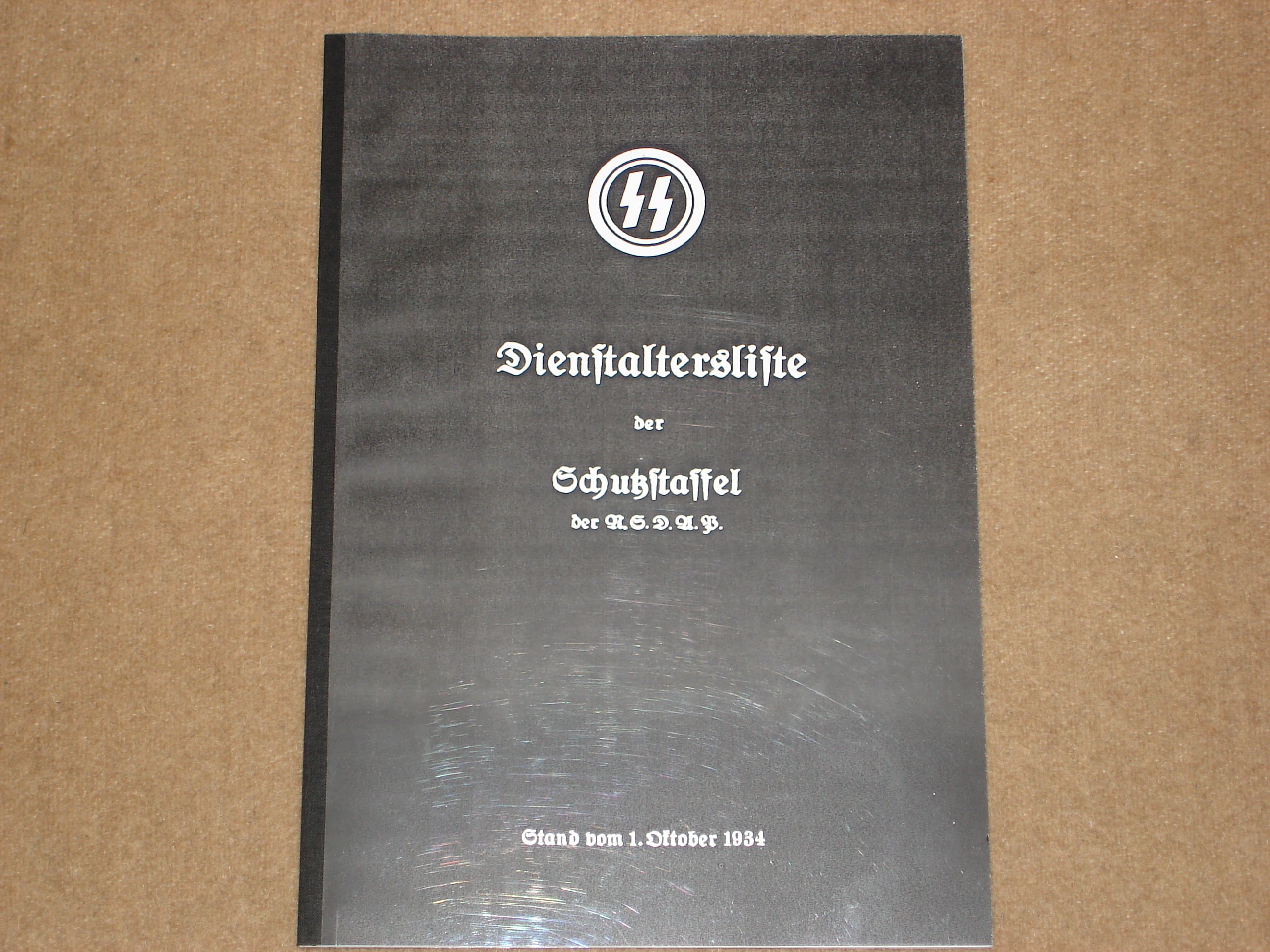
Frontseite der 1934er Liste (Reprint)
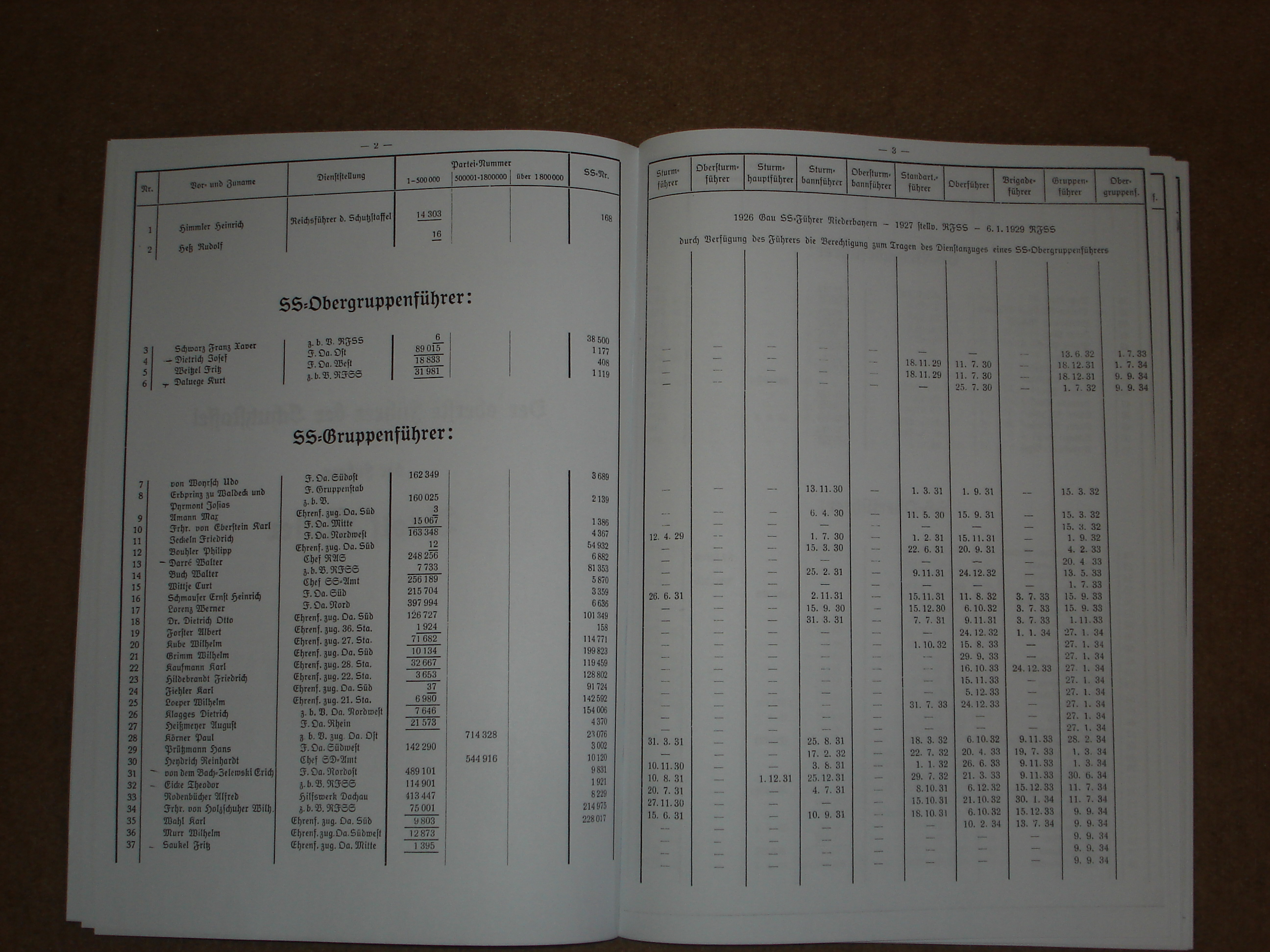
Seiten 2–3 der 1934er Liste (Reprint)

## Nachdrucke und digitale Reproduktionen der Originallisten
- Dienstaltersliste der Schutzstaffel der NSDAP (SS). Bearbeitet von der SS-Personalkanzlei. Stand vom 1. Dezember 1938, mit Berichtigungsheft: Stand vom 15. Juni 1939. Unveränd. Nachdruck der Ausg. Berlin 1938 und 1939. Hrsg. von Brün Meyer (Bundesarchiv). Biblio-Verlag, Osnabrück 1996, ISBN 3-7648-2487-5.
- Dienstaltersliste der Waffen-SS. SS-Obergruppenführer bis SS-Hauptsturmführer. Stand vom 1. Juli 1944. Hrsg. von Brün Meyer (Bundesarchiv). Biblio-Verlag, Osnabrück 1987, ISBN 3-7648-1469-1.
- Dienstaltersliste der Schutzstaffel der NSDAP. (1934–1943). In: dws-xip.com, Łukasz Najbarowski, Waldemar „Scypion“ Sadaj, 2009–2011 (letztes Update 2021)
- The numbers of members of the SS. [Internet resource] (ID: 35724). In: ushmm.org, United States Holocaust Memorial Museum